# Anhalter Vorortbahn
Anhalter Vorortbahn – podmiejska linia kolejowa biegnąca przez teren Berlina i kraju związkowego Brandenburgia, w Niemczech. Obecnie jest wykorzystywana przez pociągi S-Bahn w Berlinie.